# Baccaurea courtallensis
Baccaurea courtallensis är en emblikaväxtart som först beskrevs av Robert Wight, och fick sitt nu gällande namn av Johannes Müller Argoviensis. Baccaurea courtallensis ingår i släktet Baccaurea och familjen emblikaväxter. Inga underarter finns listade i Catalogue of Life.

## Bildgalleri

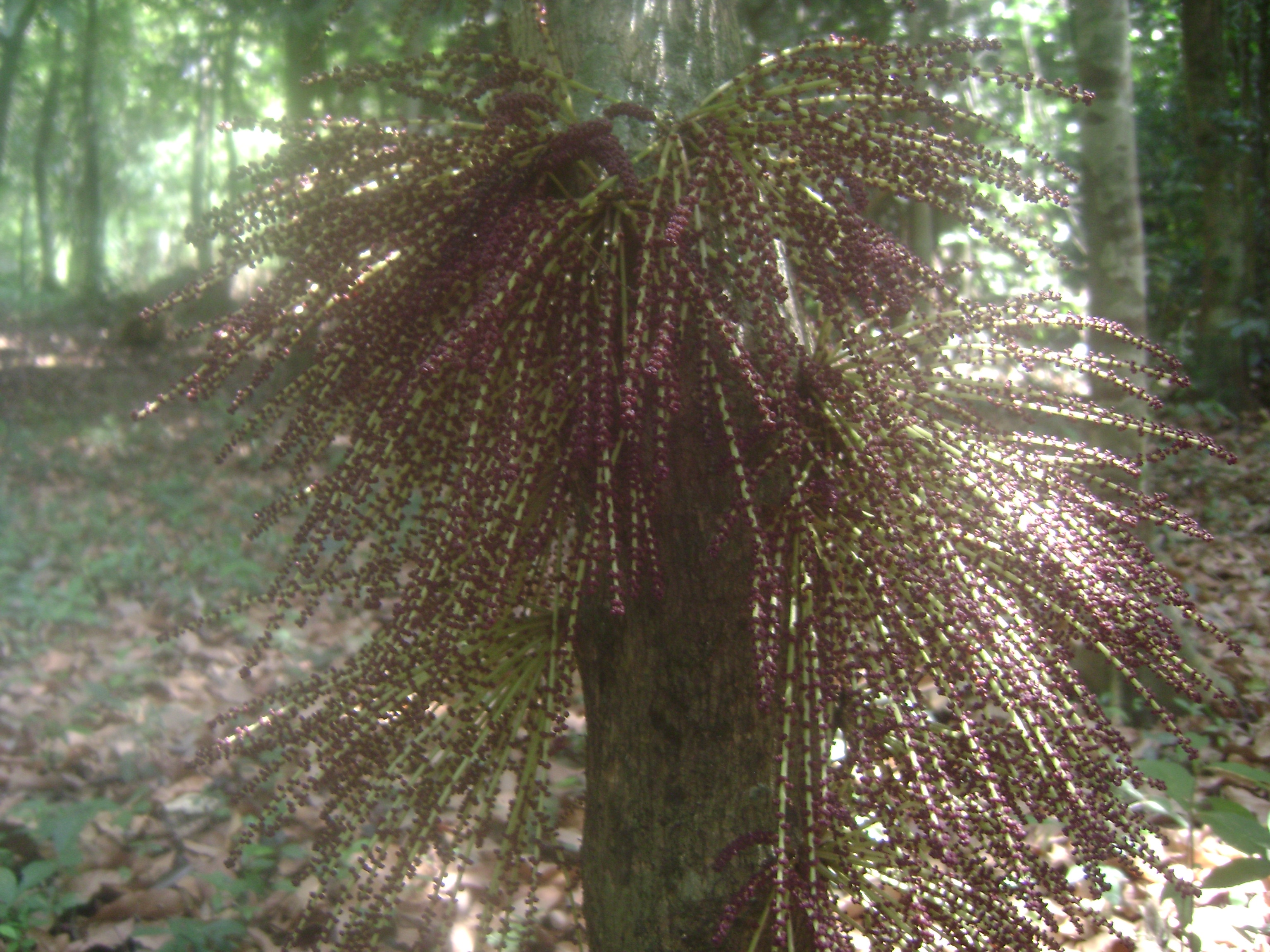
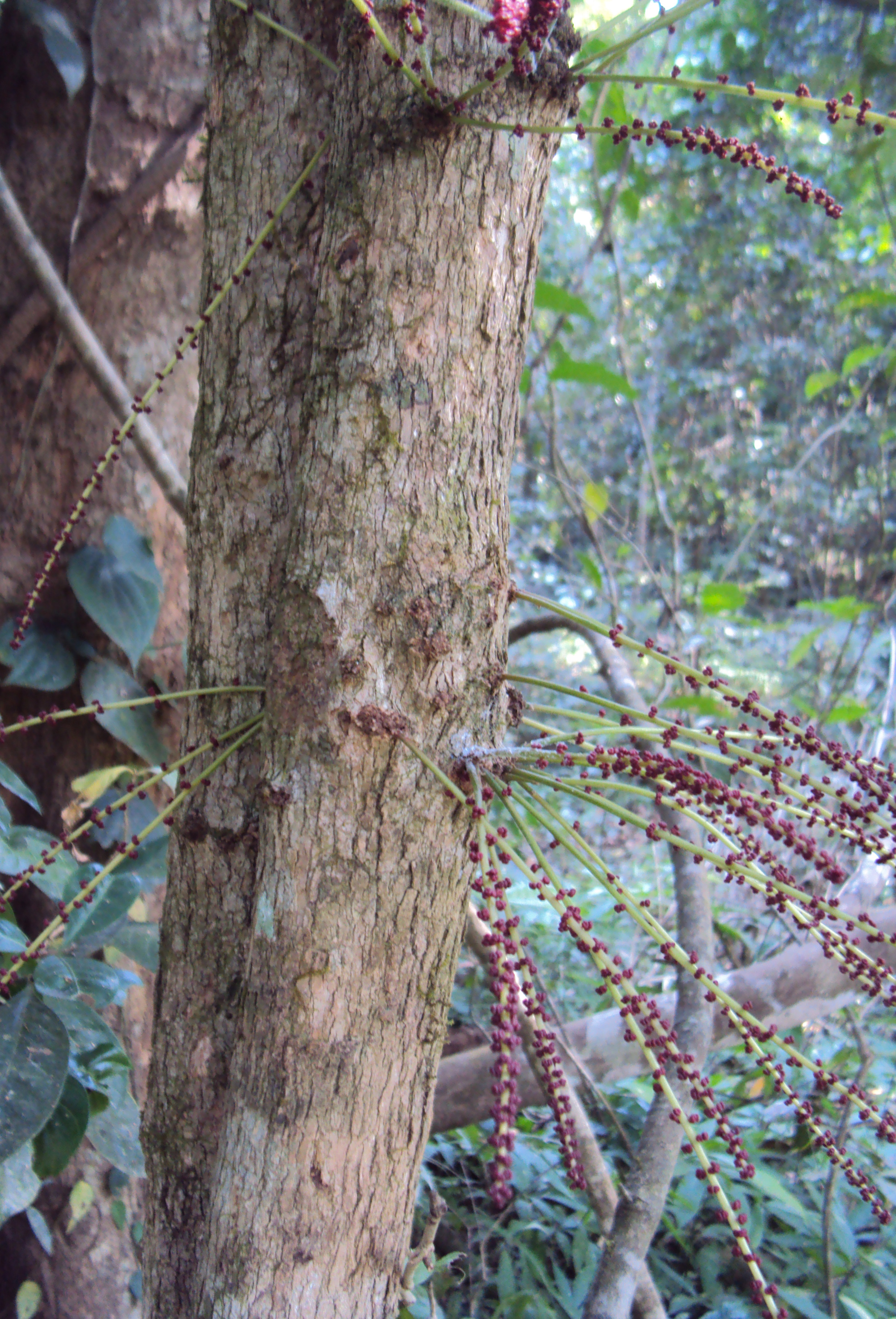
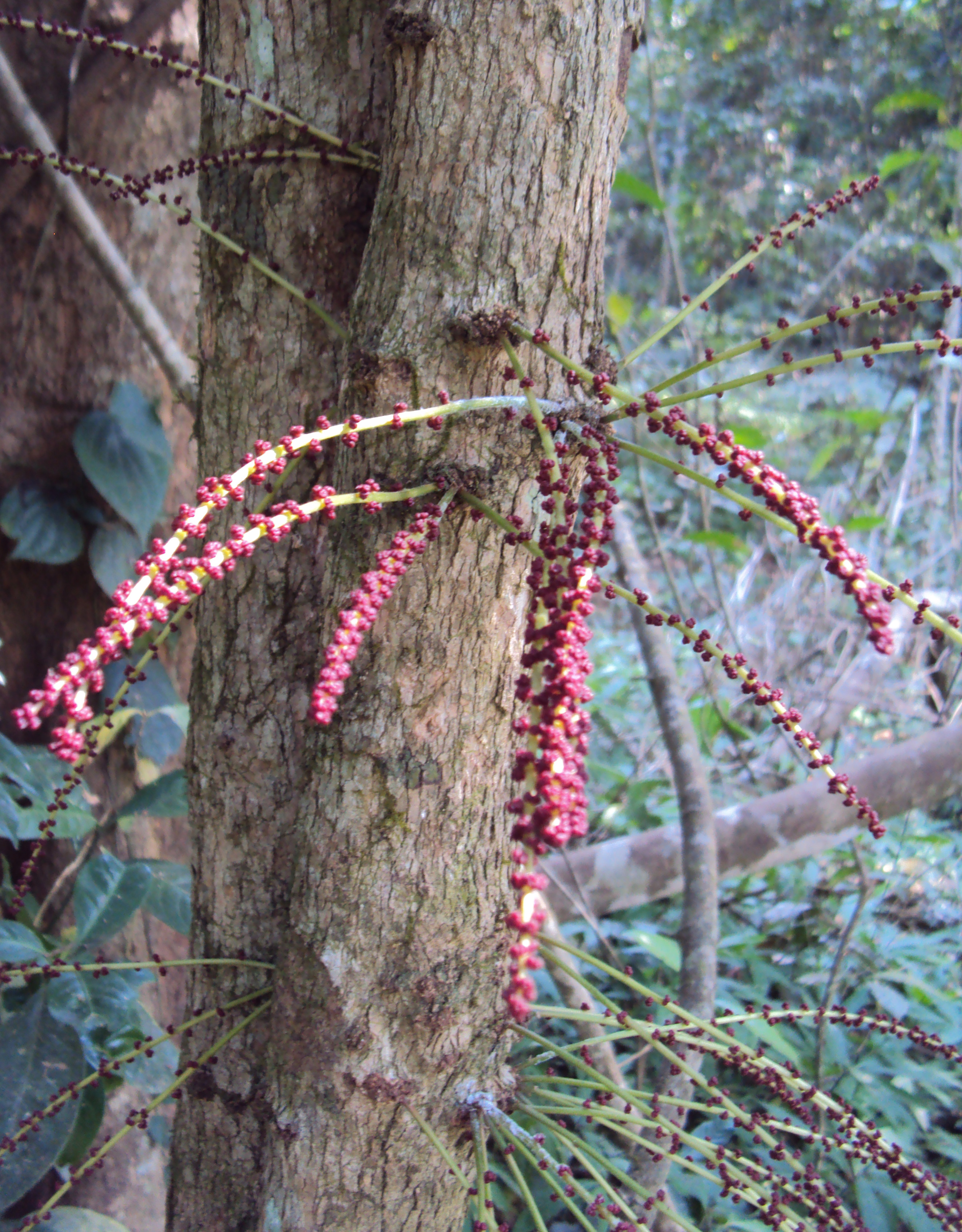
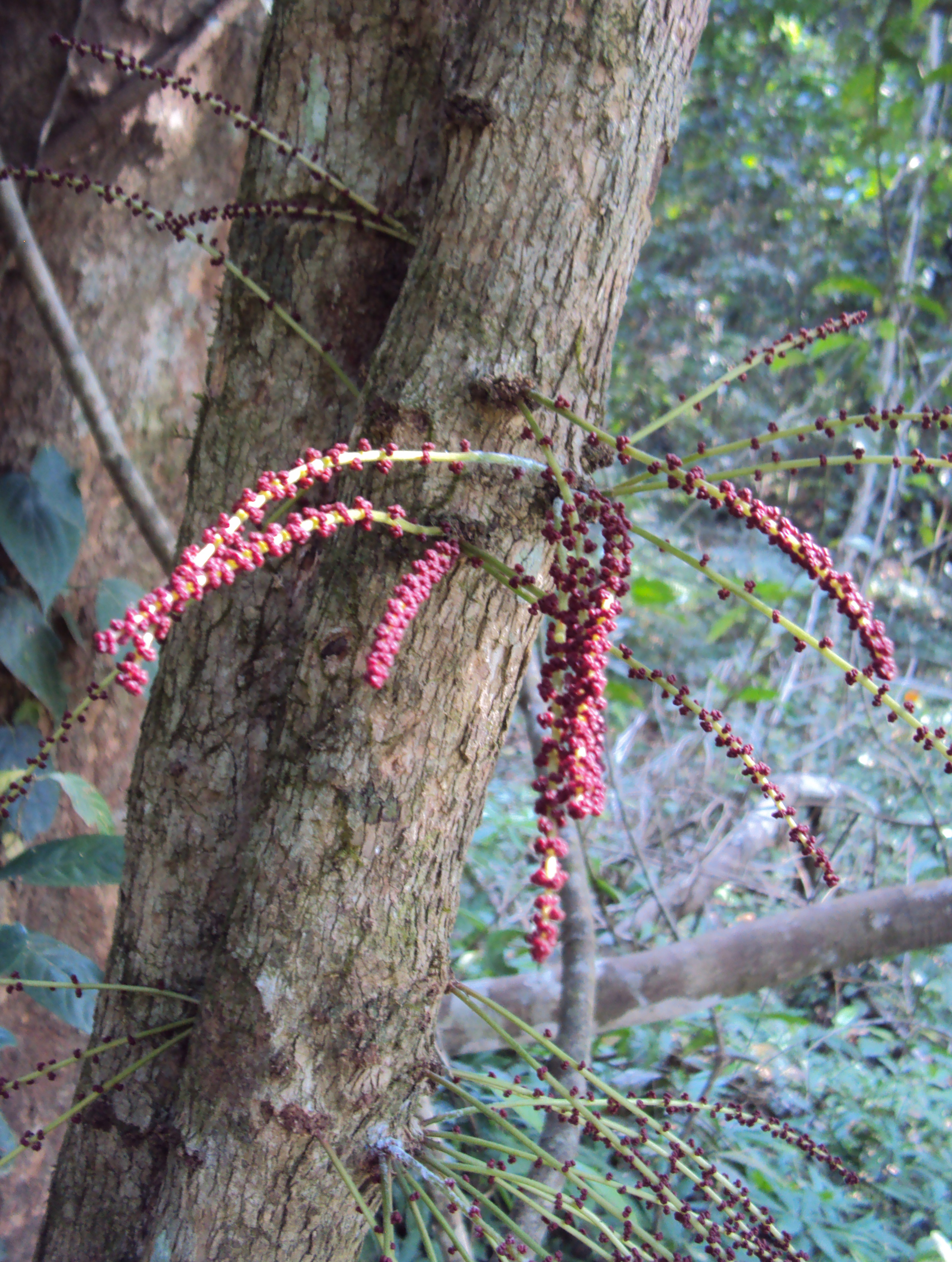